# Silver Broom 1977
Air Canada Silver Broom 1977 var det 19. VM i curling for mænd. Turneringen blev arrangeret af International Curling Federation og afviklet i arenaen Färjestads Ishall i Karlstad, Sverige i perioden 28. marts – 3. april 1977 med deltagelse af ti hold. Sverige var VM-værtsland for første gang.
Mesterskabet blev for anden gang gennem tiden vundet af Sverige, som besejrede Canada med 8-5 i finalen. Tredjepladsen gik til Skotland, som tabte 5-8 til Canada i semifinalen, og som var bedre placeret i grundspillet end den anden tabende semifinalist, USA. Sveriges vinderhold kom fra Härnösands Curlingklubb i Härnösand og bestod af Ragnar Kamp, Håkan Rudström, Björn Rudström og Christer Mårtensson.
Danmark blev repræsenteret af et hold fra Hvidovre Curling Club bestående af Tommy Stjerne, Oluf Olsen, Steen Hansen og Peter Andersen. Holdet endte på tiendepladsen efter nul sejre og ni nederlag.

## Resultater
De ti deltagende hold spillede en enkeltturnering alle-mod-alle. De fire bedste hold gik videre til semifinalerne, hvor de spillede om to pladser i finalen. Tjedjepladsen gik til den af de tabende semifinalister, der endte bedst placeret i grundspillet.

### Grundspil
| Runde | Kampe                   | Kampe | Kampe                  | Kampe | Kampe                   | Kampe | Kampe                | Kampe | Kampe                  | Kampe |
| ----- | ----------------------- | ----- | ---------------------- | ----- | ----------------------- | ----- | -------------------- | ----- | ---------------------- | ----- |
| 1     | Italien - Sverige       | 07-10 | Norge – Schweiz        | 5-7   | Skotland – Danmark      | 7-5   | Frankrig – USA       | 5-8   | Canada – Vesttyskland  | 9-3   |
| 2     | Skotland – Vesttyskland | 6-3   | Sverige – Frankrig     | 6-8   | Schweiz – Canada        | 6-8   | Danmark – Italien    | 5-6   | USA – Norge            | 6-5   |
| 3     | USA – Canada            | 5-8   | Vesttyskland – Italien | 5-8   | Norge – Sverige         | 5-6   | Skotland – Schweiz   | 3-6   | Frankrig – Danmark     | 8-7   |
| 4     | Frankrig – Schweiz      | 03-12 | Canada – Danmark       | 7-3   | Italien – USA           | 3-7   | Vesttyskland – Norge | 5-6   | Sverige – Skotland     | 12-10 |
| 5     | Vesttyskland – USA      | 3-6   | Italien – Norge        | 5-6   | Frankrig – Skotland     | 4-5   | Sverige – Canada     | 7-4   | Danmark – Schweiz      | 4-7   |
| 6     | Sverige – Danmark       | 7-2   | Schweiz – Vesttyskland | 9-8   | Canada – Norge          | 5-6   | Italien – Frankrig   | 8-4   | Skotland – USA         | 7-2   |
| 7     | Schweiz – Italien       | 7-9   | USA – Sverige          | 2-8   | Danmark – Vesttyskland  | 2-6   | Canada – Skotland    | 5-4   | Norge – Frankrig       | 12-30 |
| 8     | Canada – Frankrig       | 5-4   | Italien – Skotland     | 3-8   | USA – Schweiz           | 7-5   | Norge – Danmark      | 7-1   | Vesttyskland – Sverige | 4-8   |
| 9     | Norge – Skotland        | 5-6   | Danmark – USA          | 0-8   | Vesttyskland – Frankrig | 11-80 | Schweiz – Sverige    | 2-8   | Italien – Canada       | 04-10 |

| Plac. | Hold         | Vundne | Tabte |
| ----- | ------------ | ------ | ----- |
| 1.    | Sverige      | 8      | 1     |
| 2.    | Canada       | 7      | 2     |
| 3.    | Skotland     | 6      | 3     |
| 4.    | USA          | 6      | 3     |
| 5.    | Schweiz      | 5      | 4     |
| 6.    | Norge        | 5      | 4     |
| 7.    | Italien      | 4      | 5     |
| 8.    | Vesttyskland | 2      | 7     |
| 9.    | Frankrig     | 2      | 7     |
| 10.   | Danmark      | 0      | 9     |

### Slutspil
| Runde       | Kamp              | Res. |
| ----------- | ----------------- | ---- |
| Semifinaler | Skotland - Canada | 5-8  |
| Semifinaler | USA - Sverige     | 0-5  |
| Finale      | Sverige - Canada  | 8-5  |

### Samlet rangering
| Plac. | Hold         | 4                  | 3                | 2                 | 1                   |
| ----- | ------------ | ------------------ | ---------------- | ----------------- | ------------------- |
| Guld  | Sverige      | Ragnar Kamp        | Håkan Rudström   | Björn Rudström    | Christer Mårtensson |
| Sølv  | Canada       | Jim Ursel          | Art Lobel        | Don Aitken        | Brian Ross          |
| 3.    | Skotland     | Ken Horton         | Willie Jamieson  | Keith Douglas     | Richard Harding     |
| 4.    | USA          | Bruce Roberts      | Paul Pustovar    | Jerry Scott       | Gary Kleffman       |
| 5.    | Schweiz      | Jon Carl Rizzi     | Marcus Florinett | Jon Corradin      | Werner Bundi        |
| 6.    | Norge        | Kristian Sørum     | Eigil Ramsfjell  | Gunnar Meland     | Gunnar Sigstadsø    |
| 7.    | Italien      | Giuseppe dal Molin | Andrea Pavani    | Giancarlo Valt    | Enea Pavani         |
| 8.    | Vesttyskland | Klaus Kanz         | Manfred Schulze  | Hans Österreicher | Jan Eckhart         |
| 9.    | Frankrig     | Pierre Boan        | Pierre Duclos    | Honore Brangi     | Jean-Claude Gachet  |
| 10.   | Danmark      | Tommy Stjerne      | Oluf Olsen       | Steen Hansen      | Peter Andersen      |